# Komprachcice
Komprachcice (Comprachtschütz in tedesco) è un comune rurale polacco del distretto di Opole, nel voivodato di Opole.
Ricopre una superficie di 55,87 km² e nel 2004 contava 11 167 abitanti.
Il tedesco è riconosciuto e tutelato nel comune come lingua della minoranza.